# Verizon Communications
Verizon Communications is een van de grootste Amerikaanse telecommunicatieconcerns. Het is ontstaan uit een overname van GTE door Bell Atlantic in 2000. Voor de transformatie in Verizon was Bell Atlantic al gefuseerd met een ander Bell-bedrijf, NYNEX, in 1997. De bedrijfsnaam is een porte-manteau van "veritas", Latijn voor "zekerheid en betrouwbaarheid", en "horizon" (een vooruitkijkende visie).

## Activiteiten
Verizon is een van de grootste Amerikaanse telecommunicatieconcerns en heeft AT&T als grootste concurrent. In 2023 behaalde het een omzet van US$ 134 miljard en dit bijna uitsluitend in de Verenigde Staten. Het telde in 2022 iets meer dan 117.000 medewerkers (2015: 170.000). De activiteiten zijn verdeeld over twee bedrijfsonderdelen, Verizon Consumer Group en Verizon Business Group. De eerste richt zich op particulieren of consumenten en de tweede op het bedrijfsleven. Verizon Consumer Group heeft een aandeel van 75% in de totale omzet en telt zo'n 115 miljoen klanten voor mobiele telefoondiensten.

## Geschiedenis
In 2005 nam het MCI, ex-WorldCom, over voor US$ 6,7 miljard. Verizon was vooral geïnteresseerd in de grote zakelijke klanten van MCI.
In 2013 ontstond er commotie rond het bedrijf, omdat de Amerikaanse regering heimelijk zakengesprekken, die gevoerd waren via Verizon, had verzameld.
In 2014 nam Verizon het 45%-aandelenbelang van Vodafone over in Verizon Wireless voor US$ 130 miljard. Het is de grootste transactie sinds de overname van Mannesmann in 2000 door Vodafone.
In 2015 werd AOL overgenomen voor US$ 4,4 miljard. In juli 2016 werd bekend dat Verizon voor US$4,8 miljard ook Yahoo! gaat overnemen. Het wordt gecombineerd met AOL en Verizon wil zo meer verdienen aan de verkoop van advertenties. Niet alles van Yahoo! wordt gekocht, de aandelen in de Alibaba Group en sommige patenten blijven bij Yahoo! achter. De media-activiteiten werden onder het Oath-label verzameld. In 2018 had deze tak een omzet van US$ 7,7 miljard en Verizon besloot in dat jaar US$ 4,6 miljard op deze activiteit af te schrijven vanwege teleurstellende resultaten en vooruitzichten. In mei 2021 maakte Verizon de verkoop bekend van zijn verliesgevende mediatak, inclusief de mediabedrijven Yahoo en AOL, voor zo’n US$ 5 miljard (ruim 4,1 miljard euro) aan Apollo Global Management. Verizon houdt nog een klein belang van 10% in Verizon Media, maar gaat zich verder richten op de ontwikkeling en expansie van het wereldwijde 5G-netwerk.
In september 2024 bracht Verizon een bod uit op alle aandelen Frontier Communications. Het bod heeft een waarde van US$ 20 miljard, inclusief de schulden van Frontier. Frontier heeft een kabelnetwerk met 2,2 miljoen aansluitingen. Verizon heeft er 7,4 miljoen, maar de twee zijn actief in andere delen van het land. Na de overname zijn synergievoordelen te behalen van US$ 500 miljoen op jaarbasis. Toezichthouders moeten de transactie nog goedkeuren en de transactie zal na zo'n 18 maanden worden afgerond.